# Opcochina gravelyi
Opcochina gravelyi is een hooiwagen uit de familie Trionyxellidae.